# Добрање (Зажабље)
Добрање су насељено место у саставу општине Зажабље, Дубровачко-неретванска жупанија, Република Хрватска.

## Историја
До територијалне реорганизације у Хрватској налазиле су се у саставу старе општине Метковић.

## Становништво
На попису становништва 2011. године, Добрање су имале 6 становника.
| Број становника по пописима | Број становника по пописима | Број становника по пописима | Број становника по пописима | Број становника по пописима | Број становника по пописима | Број становника по пописима | Број становника по пописима | Број становника по пописима | Број становника по пописима | Број становника по пописима | Број становника по пописима | Број становника по пописима | Број становника по пописима | Број становника по пописима | Број становника по пописима |
| --------------------------- | --------------------------- | --------------------------- | --------------------------- | --------------------------- | --------------------------- | --------------------------- | --------------------------- | --------------------------- | --------------------------- | --------------------------- | --------------------------- | --------------------------- | --------------------------- | --------------------------- | --------------------------- |
| 1857                        | 1869                        | 1880                        | 1890                        | 1900                        | 1910                        | 1921                        | 1931                        | 1948                        | 1953                        | 1961                        | 1971                        | 1981                        | 1991                        | 2001                        | 2011                        |
| 361                         | 387                         | 264                         | 299                         | 313                         | 312                         | 528                         | 610                         | 331                         | 244                         | 181                         | 54                          | 27                          | 15                          | 9                           | 6                           |

Напомена: У 1981. ово насеље је припојено насељу Бијели Вир, а 1991. опет је постало самостално насеље. У 1857., 1869., 1921. и 1931. садржи податке за насеље Бијели Вир.

### Попис1991.
На попису становништва 1991. године, насељено место Добрање је имало 15 становника, следећег националног састава:
| Попис 1991.‍ | Попис 1991.‍ | Попис 1991.‍ | Попис 1991.‍ | Попис 1991.‍ |
| ----------- | ----------- | ----------- | ----------- | ----------- |
|             |             |             |             |             |
| Хрвати      | Хрвати      |             | 15          | 100%        |
| укупно: 15  |             |             |             |             |